# Tobias Andreae
Pour les articles homonymes, voir Andreae.

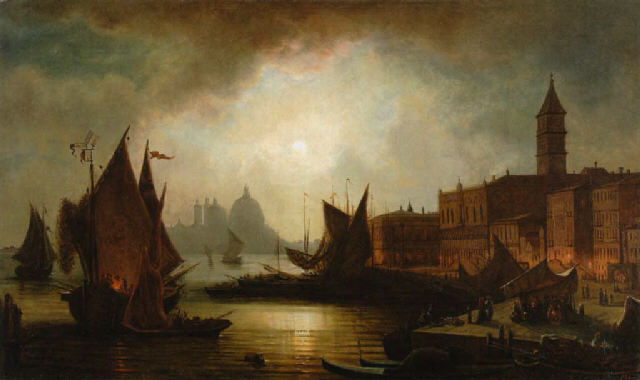
Venedig bei Mondlicht: Blick vom mit Segelbooten belebten Bacino di S. Marco auf Molo rechts und S. Maria della Salute liens, 1867.

Tobias Andreae, né le 6 mars 1823 à Francfort et mort le 22 avril 1873 à Munich, est un peintre allemand.

## Biographie
Tobias Andreae est le fils de Johannes Andreae, commerçant à Francfort, et de sa femme Maximiliane. Son frère aîné est l'ingénieur Abraham Andreae. Après des études au musée Städel auprès de Jakob Becker, Philipp Veit et Edward von Steinle, Tobias Andreae part pour Munich en 1848 avec Otto Donner von Richter. À cette époque, il peint non seulement des peintures historiques mais aussi des tableaux de genre. À Munich, Tobias Andreae fait la connaissance des nazaréens Carl Rahl et Bonaventura Genelli et se laisse influencé par leur enthousiasme pour l'Italie. En 1853/1854, Tobias Andreae se rend à Rome pour y peindre.
À son retour, il fait la connaissance du peintre paysagiste Eduard Schleich et trouve sa vocation de peintre paysagiste. Tobias Andreae peint presque exclusivement des paysages au clair de lune. Il réalise des tableaux de nuit à Rome, Naples et Venise. Un voyage en Heligoland (1871) enrichit le choix des motifs tout comme plusieurs séjours dans les Alpes.
En 1872, le peintre se marie avec Anna Bayer, veuve et originaire de Munich, fille du ténor Aloys Bayer. L'année suivante, il se rend en Italie, peint à Naples et planifie un voyage en Inde, mais celui-ci n'a pas lieu. Le 22 avril 1873, il met fin à ses jours.